# János Komlós
János Komlós (né le 23 mai 1942 à Budapest) est un mathématicien hongro-américain, travaillant sur la théorie des probabilités et les mathématiques discrètes. Il est professeur de mathématiques à l'université Rutgers depuis 1988. Il est diplômé de l’université Loránd-Eötvös, puis devient membre de l’Institut de recherches mathématiques de l’Académie hongroise des sciences. Entre 1984 et 2013, il a travaillé à l'université de Californie à San Diego.

## Résultats notables
- Il a prouvé que toute suite de fonction réelles L1-bornée contient une sous-suite telle que les moyennes arithmétiques de toutes ses sous-suites convergent simplement presque partout. Dans la terminologie probabiliste, le théorème est le suivant : Soit ξ 1 ,ξ 2 ,... une suite de variables aléatoires telle que E [ξ 1], E [ξ 2],... soit bornée. Alors il existe une sous-suite ξ' 1, ξ' 2 ,... et une variable aléatoire β telle que pour toute sous-suite supplémentaire η 1 ,η 2 ,... de ξ' 0, ξ' 1 ,... on a (η 1 +...+η n )/n → β presque sûrement.
- Avec Miklós Ajtai et Endre Szemerédi, il a prouvé [3] la borne supérieure ct 2 /log t pour le nombre de Ramsey R (3, t ). La borne inférieure correspondante n’a été établie par Jeong Han Kim qu'en 1995, résultat qui lui a valu un prix Fulkerson.
- La même équipe d'auteurs a développé le réseau de tri optimal Ajtai–Komlós–Szemerédi[4].
- Komlós et Szemerédi ont prouvé que si G est un graphe aléatoire à n sommets avec

arêtes, où c est un nombre réel fixe, alors la probabilité que G ait une chaîne hamiltonienne converge vers
- Avec Gábor Sárközy et Endre Szemerédi, il a prouvé le lemme d'explosion qui dit que les paires régulières du lemme de régularité de Szemerédi sont similaires à des graphes bipartis complets lorsque l’on considère l'incorporation de graphes à degrés bornés[5].
- Komlós a travaillé sur le problème de Heilbronn ; lui, János Pintz et Szemerédi ont réfuté la conjecture de Heilbronn[6].
- Komlós a également écrit des articles très cités sur les sommes de variables aléatoires[7], les représentations spatialement efficaces d'ensembles clairsemés[8], les matrices aléatoires[9], le lemme de régularité de Szemerédi[10], et la dérandomisation[11].

## Diplômes, récompenses
Komlós a obtenu son doctorat en 1967 de l’université Loránd-Eötvös sous la direction d’Alfréd Rényi. En 1975, il reçoit le prix Alfréd-Rényi, prix institué pour les chercheurs de l’Institut de recherches mathématiques Alfréd-Rényi. En 1998, il a été élu membre externe de l’Académie hongroise des sciences.